# Lipóczy György
Lipóczy György (Kecskemét, 1842. május 14. – Budapest, Erzsébetváros, 1922. december 4.) magánhivatalnok, író, költő.

## Élete
Lipóczy János kovácsmester és gyógykovács (a család Aba nemzetségből származtatja magát) és Kecskeméthy Erzsébet fia. Anyját hétéves korában a szabadságharc alatt, atyját pedig mint 12 éves fiú elvesztvén, sokat küzdött tanulása közben; a győri Putz-féle 60 forintos ösztöndíjjal (mely később az egyetemen 300 forintra emelkedett, ezenkívül a kecskeméti gimnázium Koháry-féle alapítványból is részesült) a gimnáziumot Kecskeméten járta; 16 éves korában a kegyestanító-rendbe lépett és novícius volt Vácon egy évig; az V. és VI. osztályt ismét Kecskeméten, a VII.-et pedig a szegedi főgimnáziumban végezte; az 1862-63. tanévre a kolozsvári gimnáziumba tanárnak rendeltetett, ahol magántanulóként a VIII. osztályt is elvégezte.
Ekkor a rendből kilépett és 1864-ben fél évig Esztergomban hallgatta a teológiát; azonban a papi pályától végképp megvált, mire egy évig nevelősködött és leckeadással tartotta fenn magát. A klasszikus nyelveken kívül a német, olasz és francia nyelvben is jártasságot szerzett és alkalmi ódákat írt. 1864 őszén a pesti egyetemen joghallgatónak iratkozott be és négy év múlva abszolutóriumot nyert; az egész idő alatt leckeadással és mint hírlapkorrektor kereste meg kenyerét.
1864-ben szülőföldjét meglátogatván, Katona József költő testvérénél felfedezte Bárány Boldizsárnak 1817 körül írt Bánk bán rostájának eredeti kéziratát. (A Kisfaludy Társaság Évlapjai, új folyam III. kötetében 1869. jegyzeteivel együtt közzétette.) Mint végzett jogász a főváros szolgálatába lépett; de két év múlva ezen hivatalától megvált és 1872-ben a budapesti királyi törvényszék területén bírósági végrehajtói állásra neveztetett ki, azonban 1882-ben a bekövetkezett fővárosi bírósági végrehajtói centralizáció után hivatalát abbahagyni kényszerült. Korán nősülvén mint nagy család fenntartója, már előbb is folytonosan anyagiakkal küzdött és több lapnál működött mint munkatárs vagy korrektor. Egy magánintézet hivatalnoka is volt. 1922-ben öngyilkos lett, magasból való leugrással vetett véget életének.
Költeményei, tárcái vegyes cikkei és fordított beszélyei a következő lapokban jelentek meg: Esztergomi Ujság (1866.), Családi Kör, Fővárosi Lapok, Idők Tanuja, Magyar Állam, Századunk, Pesti Napló, Nemzet, Pesti Hirlap, Világ Tükre, Nemzeti Hirlap, Magyar Hirlap, Országos Hirlap.

## Munkái
- Szivhangok. Esztergom. 1864. (Költemények, nagyobb része elkoboztatott.)
- Apothezis. Drámai költemény. Bpest, 1897. (Ism. M. Szemle, Egyetértés 79. sz.)
- Schmid Kristóf elbeszéléseiből két kötet és Zschokke Henrik, A budai pasa cz. (mint a Nemzeti Hirlap különnyomata szintén megjelentek 1898.).

Kéziratban; egy kötet költemény, Huszonöt magyar iró, irodalomtörténeti tanulmány, és Eszményképek, rajz és széptani vázlat.